# Nanophyllium
Nanophyllium es un género de insectos foliares que comprende 11 especies, que se encuentran en Australia, Papúa Nueva Guinea, el sur de Indonesia y el subcontinente Indio. No se sabe mucho sobre este género, principalmente debido a sus hábitats remotos y su apariencia esquiva.

## Especies
- Nanophyllium adisi Zompro y Grösser, 2003
- Nanophyllium asekiense Grösser, 2002
- Nanophyllium australianum Cumming, Le Tirant y Teemsma, 2018
- Nanophyllium chitoniscoides
- (Grösser, 1992)
- Nanophyllium brevipenne
- (Grosser, 1992)
- Nanophyllium daphne Cumming, Le Tirant, Teemsma, Hennemann, Willemse & Büscher, 2020
- Nanophyllium frondosum (Redtenbacher, 1906)
- Nanophyllium hasenpuschi Brock y Grösser, 2008
- Nanophyllium keyicum (Karny, 1914)
- Nanophyllium pygmaeum Redtenbacher, 1906 - especie tipo
- Nanophyllium rentzi Brock y Grösser, 2008
- Nanophyllium suzukii (Grösser, 2008)